# Бишофсцелль
Бишофсцелль (нем. Bischofszell) — населённый пункт и одноимённая коммуна в Швейцарии, находится в кантоне Тургау.
С 2011 года коммуна входит в состав округа Вайнфельден (ранее была центром округ Бишофсцелль). Население составляет 6064 человека (на 31 декабря 2022 года), площадь 11,58 км². Официальный код — 4471.

## История
Бишофсцелль был построен ещё епископом Констанцским Соломоном III (ум. в 920) и до 1798 года, когда он перешел к кантону Тургау, состоял во владении констанцских епископов.
В 1500 году здесь родился анабаптист Людвиг Гетцер.

## Состав
31 декабря 1995 года в состав коммуны Бишофсцелль вошли коммуны Хальден (нем. Halden) и Швайцерсхольц (нем. Schweizersholz).
Части населённого пункта Бишофсцелль входят в соседние коммуны Крадольф-Шёненберг и Хауптвиль-Готтсхаус.

## Население
| Коммуна                                 | Населённый пункт                        | 31.12.2018 | 31.12.2022 |
| --------------------------------------- | --------------------------------------- | ---------- | ---------- |
| Бишофсцелль                             | Бишофсцелль                             | 5453       |            |
| Бишофсцелль                             | Хальден                                 | 240        |            |
| Бишофсцелль                             | Швайцерсхольц                           | 292        |            |
| Итого по коммуне Бишофсцелль            | Итого по коммуне Бишофсцелль            | 5985       | 6064       |
| Крадольф-Шёненберг                      | Бишофсцелль                             | 145        |            |
| Хауптвиль-Готтсхаус                     | Бишофсцелль                             | 97         |            |
| Итого по населённому пункту Бишофсцелль | Итого по населённому пункту Бишофсцелль | 5695       |            |